# Quollastria
Quollastria is een geslacht van kreeftachtigen uit de klasse van de Malacostraca (hogere kreeftachtigen).

## Soorten
- Quollastria capricornae Ahyong, 2001
- Quollastria fossulata (Moosa, 1986)
- Quollastria gonypetes (Kemp, 1911)
- Quollastria imperialis (Manning, 1965)
- Quollastria kapala Ahyong, 2001
- Quollastria ornata (Manning, 1971)
- Quollastria simulans (Holthuis, 1967)
- Quollastria striata (Manning, 1978)
- Quollastria subtilis (Manning, 1978)